# The History of Sound
Pour plus de détails, voir Fiche technique et Distribution.
The History of Sound est un film américano-britannique écrit et réalisé par Oliver Hermanus et sorti en 2025.
Il s'agit d'une adaptation de la nouvelle du même nom de Ben Shattuck. Le film met en scène Josh O'Connor et Paul Mescal dans le rôle de deux hommes qui se rencontrent en 1916, puis partent ensemble à l'été 1919 pour enregistrer les chansons folkloriques de leurs compatriotes dans la région rurale de la Nouvelle-Angleterre.
Le film est sélectionné au Festival de Cannes 2025, en compétition officielle,.

## Synopsis
Lionel, jeune chanteur originaire du Kentucky, grandit aux sons des chansons que son père lui chantait sur le seuil de leur maison. En 1917, il quitte la demeure familiale et part pour étudier au conservatoire de Boston. C'est ici qu'il va faire la rencontre de David, un brillant et séduisant étudiant en composition, mais leur lien naissant est brutalement interrompu étant donné que David est mobilisé sur le front à la fin de la première guerre mondiale. Trois ans plus tard, en 1920, le temps d’un hiver, Lionel et David sillonnent les forêts et les îles du Maine pour collecter et préserver les chants folkloriques sur le point d'être oubliés. Cette parenthèse marquera à jamais Lionel.
Au cours des décennies suivantes, Lionel va connaître la gloire, la reconnaissance, la réussite, et d’autres histoires d’amour au fil de ses voyages à travers l’Europe. Cependant, ses souvenirs avec David continuent de le hanter jusqu’au jour où une trace de leur œuvre commune ressurgit et lui révèle combien cette relation a résonné plus fort que toutes les autres.

## Fiche technique
- Titre : The History of Sound
- Réalisation :  Oliver Hermanus
- Scénario : Oliver Hermanus et Ben Shattuck
- Musique :
- Photographie : Alexander Dynan
- Décors : Toni Child
- Montage : Chris Wyatt
- Son :
- Production : Lisa Ciuffetti, Oliver Hermanus, Andrew Kortschak, Sara Murphy, Thérèsa Ryan et Zhang Xin
  - Coproduction :
- Société de production : Film4, End Cue, Fat City, Tango Entertainment, Closer Media, Storm City Films
- Société de distribution : Universal Pictures
- Pays de production :  États-Unis,  Royaume-Uni
- Langue originale : anglais
- Durée : 127 minutes
- Dates de sortie :
  - France : 21 mai 2025 (Festival de Cannes) ; 25 février 2026 (sortie nationale)[4]

## Distribution
- Paul Mescal : Lionel
- Josh O'Connor : David
- Molly Price : la mère de Lionel
- Raphael Sbarge : Lionel Sr.
- Chris Cooper : Lionel, âgé
- Peter Mark Kendall : Nathan
- Hadley Robinson : Belle
- Emma Banning : Clarissa
- Alison Bartlett : Samantha
- Michael Schantz : Bob
- Alessandro Bedetti : Vincent

## Production
Oliver Hermanus est choisi comme réalisateur au début de la pandémie de COVID-19, développant le scénario avec Ben Shattuck pendant le confinement depuis son domicile en Afrique du Sud.
Le tournage devait initialement commencer à l'été 2022 au Royaume-Uni, aux États-Unis et en Italie, mais a été repoussé en raison de conflits d'agenda. Le tournage débute officiellement le 28 février 2024.
Des scènes sont tournées dans le New Jersey, notamment à Hoboken et à la Oakley Farm Museum de Freehold Township, transformée pour l'occasion en cabane du Maine,.

## Sortie
En juin 2024, il est annoncé que le film ne serait pas prêt pour les festivals d'automne à cause de la bande-son et viserait une sortie au Festival de Cannes 2025.
En février 2025, Mubi acquiert les droits nord-américains tandis que Focus Features et Universal Pictures International obtiennent les droits de distribution internationaux. Le mois suivant, la sélection officielle à Cannes est confirmée.

## Distinctions

### Sélections
- Festival de Cannes 2025 : sélection officielle, en compétition